# George Don
George Don (Forfar, 17 maggio 1798 – Kensington, 25 febbraio 1856) è stato un botanico scozzese.
Nato a Doo Hillock (Forfar, Angus) in Scozia, era figlio di George , sovrintendente nel 1802 del Giardino botanico reale di Edimburgo, e di Caroline Clementina Stuart. Il fratello minore, David Don, fu anch'egli un botanico.

## Biografia
Il giovane George Don divenne sovrintendente dei giardini a Chelsea nel 1816. Nel 1821 venne inviato in Brasile, nelle Indie Occidentali ed in Sierra Leone per raccogliere campioni per la Royal Horticultural Society. Gran parte delle sue scoperte fu pubblicata da Joseph Sabine, benché Don abbia pubblicato numerose nuove specie dalla Sierra Leone.
L'opera principale di Don furono i suoi quattro volumi del A General System of Gardening and Botany, pubblicati fra il 1832 e il 1838 (spesso indicati come Gen. Hist., abbreviazione del titolo alternativo A General History of the Dichlamydeous Plants).
Egli rivide il primo supplemento alla Encyclopaedia of Plants, di Loudon e fornì a Linneo modifiche all'Hortus Britannicus, sempre di Loudon. Scrisse anche una monografia sul genere Allium ed una revisione del Combretum.

## Piante da lui identificate
(selezione)
- Acacia cyclops
- Acacia deltoidea
- Acacia holosericea
- Acacia podalyriifolia
- Acacia rigens
- Catharanthus roseus (L.)
- Daviesia physodes
- Isotoma scapigera (R.Br.)
- Lagunaria patersonia (Andrews)
- Ludwigia hyssopifolia
- Modiola caroliniana (L.)
- Sagina maritima
- Sphenotoma squarrosum (R.Br.)
- Swainsona formosa
- Viola pedatifida